# Monte Velino
Il Monte Velino (2 487 m s.l.m.) è la cima più elevata del gruppo montuoso Sirente-Velino e dell'omonimo massiccio (gruppo montuoso del monte Velino). Per altezza rappresenta la terza montagna degli Appennini e dell'Italia peninsulare dopo il Gran Sasso e la Maiella. È situato nei pressi del confine geografico dell'Abruzzo nord-occidentale (Marsica) con il Lazio orientale (Cicolano), tra la piana del Fucino e le valli dell'Aterno e del Salto. È affiancato dalle montagne della Duchessa a nord-ovest e dal massiccio del monte Sirente a sud-est, dal quale è separato dall'altopiano delle Rocche. Inserito tra i siti di interesse comunitario dell'Abruzzo è compreso all'interno del parco naturale regionale Sirente-Velino, al cui interno è istituita anche la riserva naturale Monte Velino.

## Descrizione

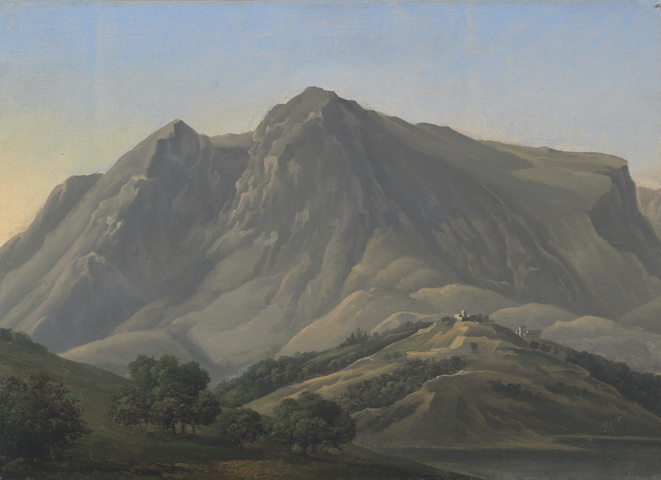
Der Monte Velino in den Abruzzen, opera di Lancelot-Théodore Turpin de Crissé (1807-1808)

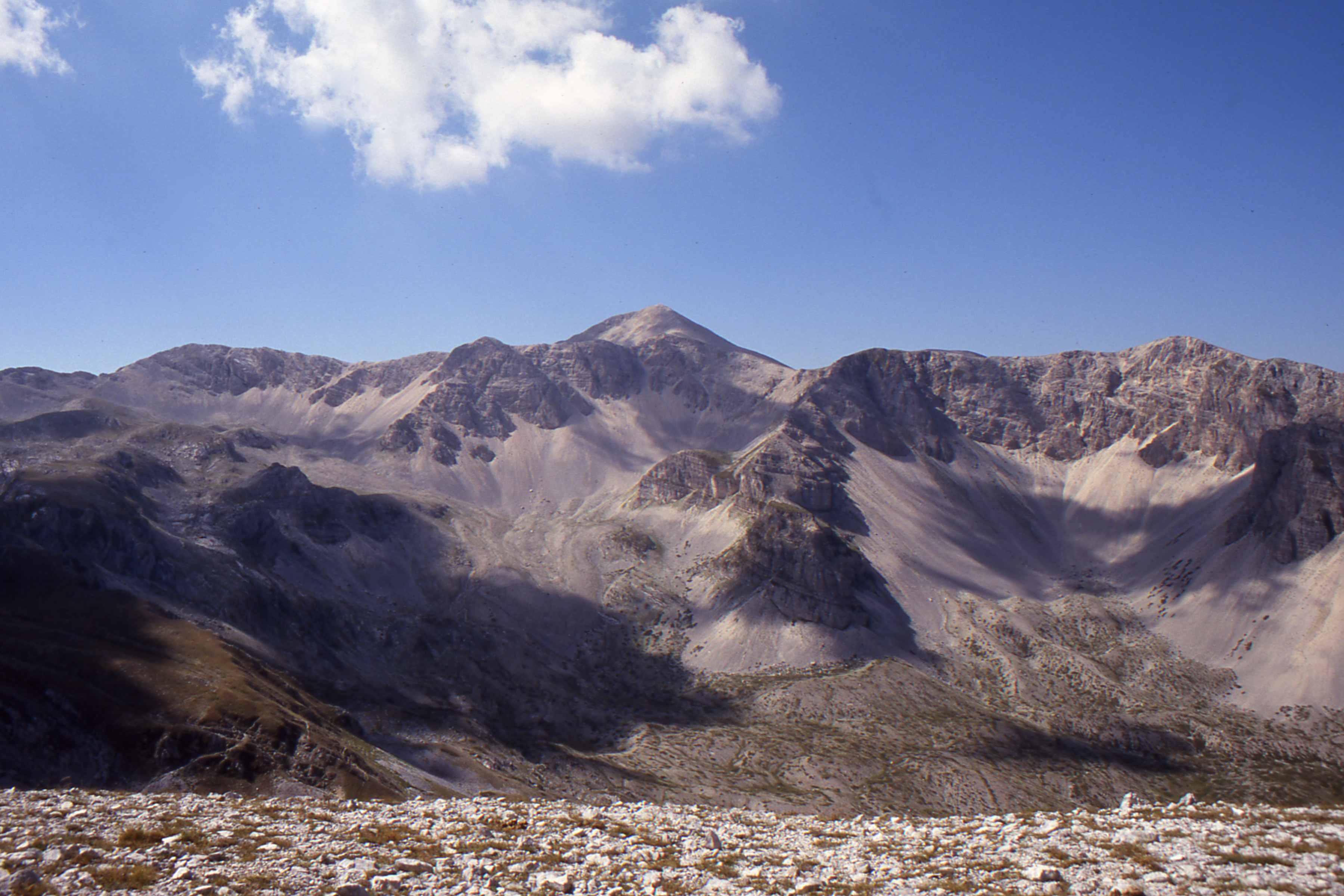
Circhi glaciali del monte Velino (versante nord-est)

### Etimologia
L'origine del nome è incerta; stando a una supposizione deriverebbe dai termini marsi Vel e inu (sorgente, fiume, lago) e rivelerebbe l'imponenza del monte e la presenza sottostante di acqua; il toponimo indicherebbe dunque il dominio della montagna su quello che fu il lago Fucino.

### Geomorfologia

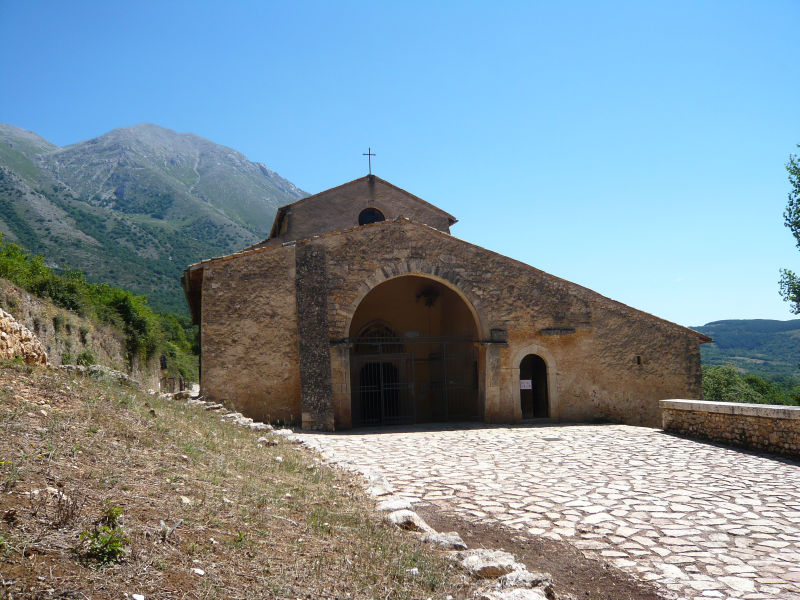
Chiesa di Santa Maria in Valle Porclaneta alle pendici del Velino

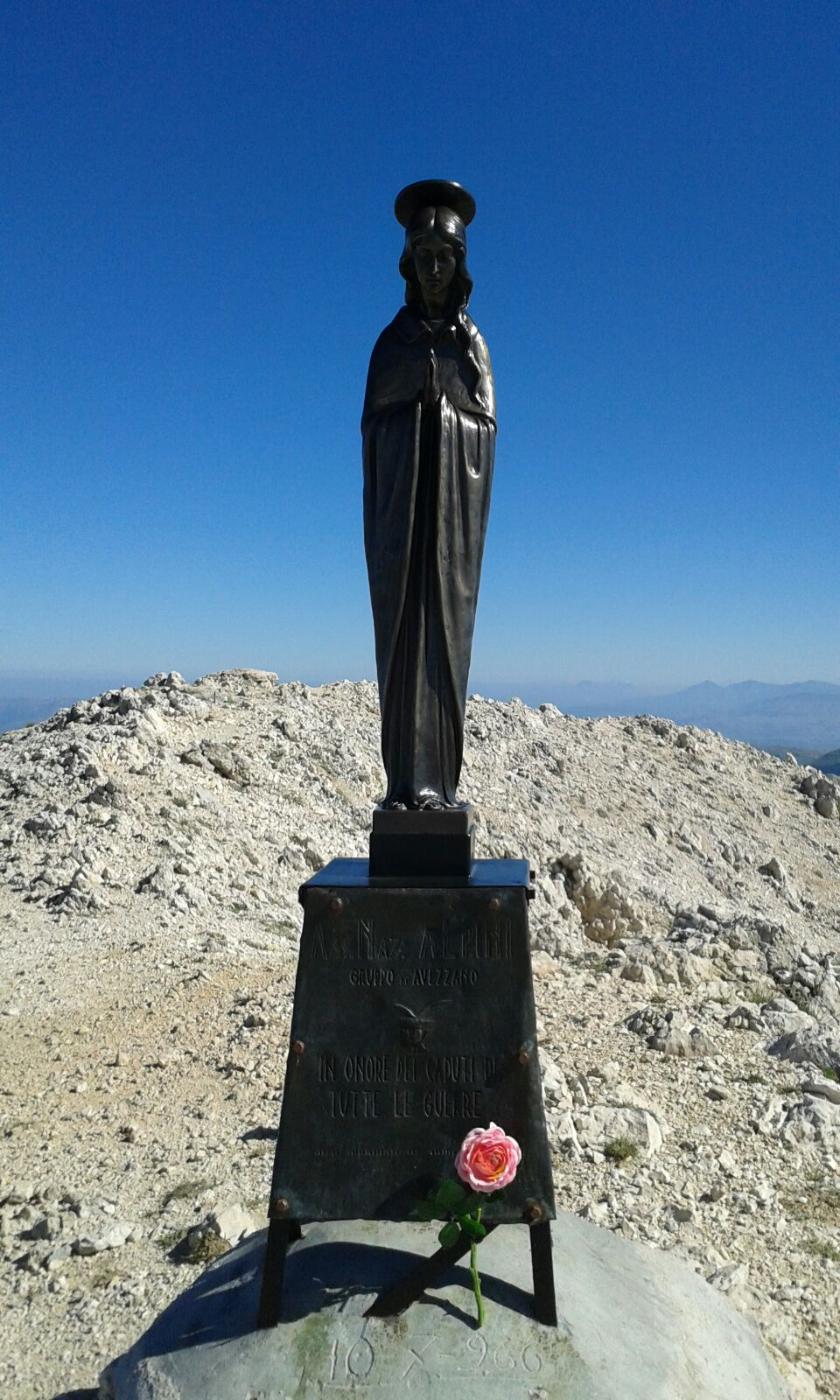
Statua in bronzo della Madonna posta sulla cima

Il Velino è un monte brullo e sassoso con scarsa vegetazione ai suoi piedi su tutti i versanti, non solcato da strade, con un perimetro di oltre venti chilometri, a cui è affiancato a sud-est il monte Cafornia di poco più basso (2 424 m s.l.m.). Solcato a nord-ovest dalla valle di Teve che lo separa dalle montagne della Duchessa ai confini con il Lazio e a sud-est dalla valle Majelama che lo separa dal gruppo dei monti della Magnola ed ancora più ad est i monti di Campo Felice e il gruppo montuoso di Monte Ocre-Monte Cagno, si caratterizza per la presenza di dirupi e brecciai e per un aspetto desolato e lunare; i versanti sud e sud-ovest digradano in un ripido pendio fino al fondovalle marsicano, mentre il versante nord e nord-ovest presenta numerosi circhi glaciali e una maggiore asprezza geomorfologica.

### Orografia
- Monte Velino (2 487 m s.l.m.)
- Monte Cafornia (2 424 m)
- Pizzo Cafornia (2 409 m)
- Cima Avezzano (2 378 m)
- Monte di Sevice (2 355 m)
- Monte Costognillo (2 328 m)
- Punta Trento (2 243 m)
- Punta Trieste (2 230 m)
- Monte Tre Sorelle (2 200 m)
- Costa della Tavola (2 186 m)
- Monte Il Bicchero (2 156 m)
- Costone della Cerasa (2 119 m)
- Colle Il Bicchero (2 075 m)
- Monte Rozza (2 064 m)

### Escursionismo
Diversi sono i percorsi che portano in vetta. Ognuno di essi deve comunque coprire un dislivello importante a partire dal fondovalle posto a circa 800 metri di quota. Tra i principali percorsi ci sono le vie direttissime che partono dal comune di Massa d'Albe e risalgono i ripidi pendii di sud-ovest con l'immancabile difficoltà alpinistica, tra questi figura il sentiero di Fonte Canale che dal borgo di Forme consente di raggiungere il rifugio Casale da Monte, la valle Majelama e la valle Genzana, due depressioni divise dal crinale di Costa Stellata, mentre più a nord si trova la cresta di Vena Stellante. La rete sentieristica permette di proseguire, oltre il rifugio montano Telespazio, verso il vallone, colle-sella Il Bicchero, l'omonimo monte, Punta Trento e Punta Trieste. Il rifugio Vincenzo Sebastiani è situato a 2 102 m s.l.m. al Colletto di Pezza.
Percorsi meno ripidi, ma più lunghi, risalgono oltre il vallone della Chiave e il vallone dell'Orso da Rosciolo dei Marsi o la valle di Teve aggirando il massiccio fino al Colle dell'Orso raggiungibile anche dal versante nord, oppure salendo dal monte Rozza e il monte Sèvice. Il rifugio denominato "Capanna di Sèvice" è situato a quota 2 119 m s.l.m. appena sotto l'omonima vetta. Altri accessi provengono dal versante nord-est di Campo Felice (Monti di Campo Felice) e dai piani di Pezza, rimontando sempre verso il Colle dell'Orso.

### Visuale dalla vetta

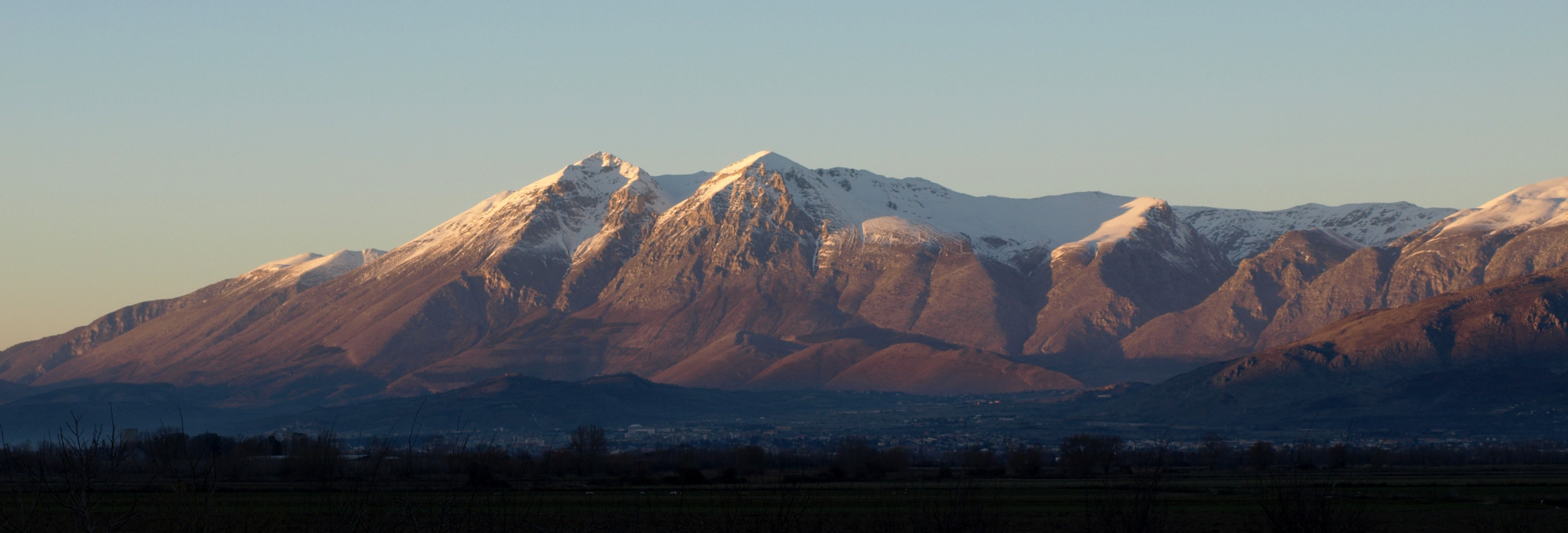
Il massiccio del Velino

Dalla sommità del Velino è possibile ammirare tutto il bacino del Fucino, sul quale si affaccia in modo imponente. La posizione centrale all'interno dell'Appennino centrale e la quota elevata fa sì che, in una panoramica a 360°, si possano osservare tutti gli altri massicci e i gruppi montuosi dell'Appennino laziale-abruzzese: dal Terminillo ai monti Sibillini, dai monti della Laga al Gran Sasso, dal monte Sirente alla Maiella, dai monti Marsicani ai monti Ernici, dai monti Cantari ai monti Simbruini o ai monti Carseolani. Nelle giornate più limpide si può addirittura arrivare a vedere i due mari che racchiudono a est e a ovest la penisola italiana.
La parte sommitale del Velino è visibile anche da Roma, specie nelle giornate invernali limpide in cui appare innevato, soprattutto dai quartieri ovest e sud della Capitale fino al Gianicolo.

## Ambiente

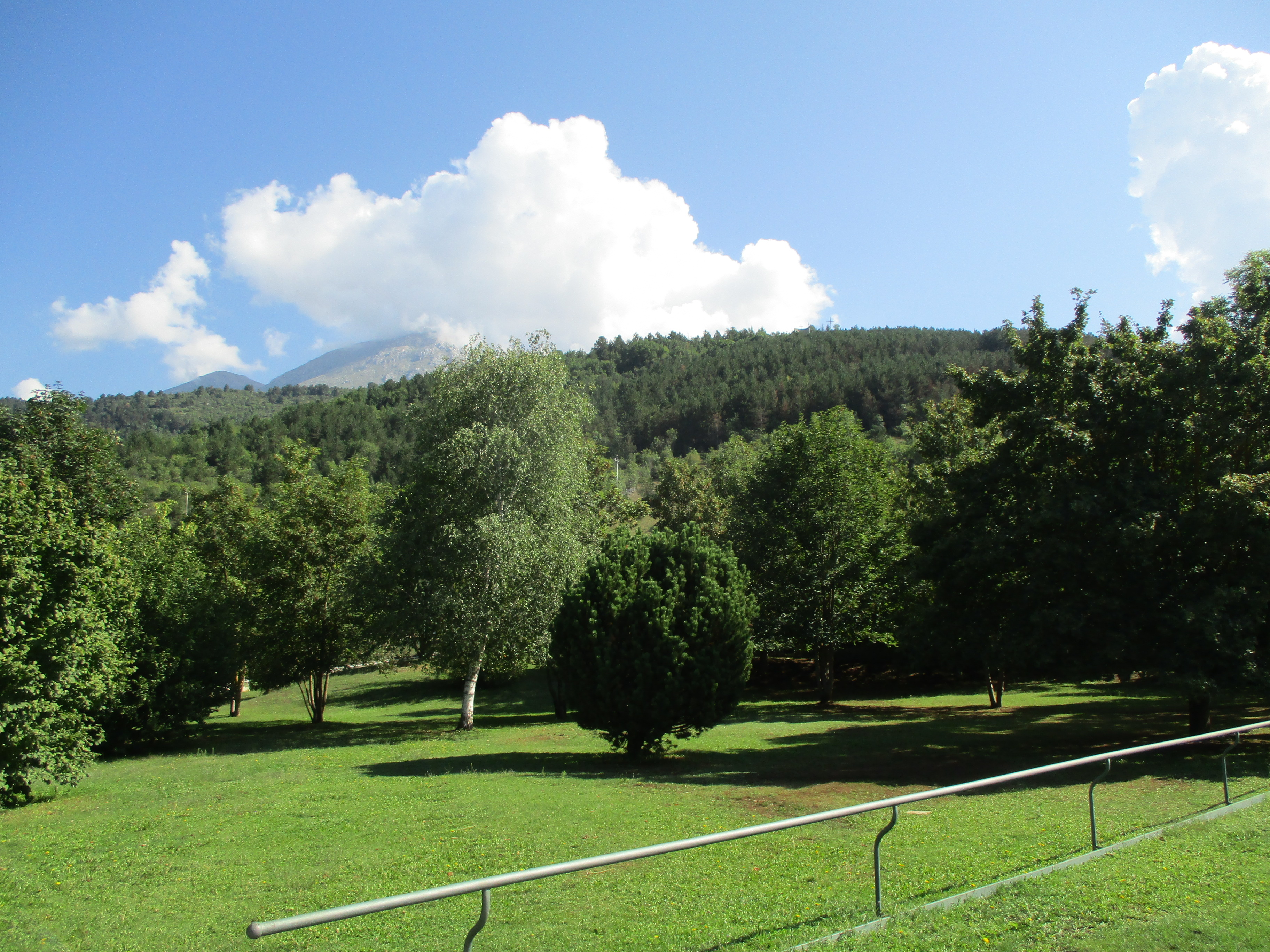
Scorcio della riserva

### La riserva naturale
La riserva naturale Monte Velino è una riserva naturale orientata situata nel gruppo del monte Velino, nei territori comunali di Magliano de' Marsi e Massa d'Albe, in provincia dell'Aquila, istituita nel 1987 ed interamente compresa nel parco naturale regionale Sirente-Velino. Con una superficie di 3 550,00 ettari confina a nord con la riserva regionale Montagne della Duchessa, situata nella limitrofa provincia di Rieti. 
A Magliano de' Marsi si trova la sede del museo dell'uomo e della natura, dedicato alla biodiversità dell'area protetta. Presenta una flora ed una fauna di grande interesse naturalistico: nelle zone più elevate si può trovare una flora da tundra alpina con silene aculee e viole magellense: sulle quote più elevate sono presenti diverse varietà di ginepro; non mancano uva ursina, dafne alpina, tasso barbasso e varie specie di genziana.
La fauna è simile da quella degli altri monti dell'Appennino centrale; sono scomparsi i grandi mammiferi (anche se di passaggio è segnalato l'orso marsicano), mentre sono presenti il lupo appenninico e il cinghiale; il corvo imperiale e il grifone sono stati reintrodotti negli anni novanta dal Corpo forestale dello Stato.

## Cartografia
- Rete sentieristica del Parco naturale regionale Sirente-Velino.[9]
- Cartografia ufficiale italiana dell'Istituto Geografico Militare (IGM) in scala 1:25 000 e 1:100 000.[10]